# Laboratoire central des ponts et chaussées
 (novembre 2021).
Si vous disposez d'ouvrages ou d'articles de référence ou si vous connaissez des sites web de qualité traitant du thème abordé ici, merci de compléter l'article en donnant les références utiles à sa vérifiabilité et en les liant à la section « Notes et références ».
Le Laboratoire central des ponts et chaussées (LCPC), créé par le décret n°49-190 du 9 février 1949 par partition du laboratoire de chimie historique de l’École des Ponts et Chaussées, était le service de recherche du Ministère de l’Équipement français. Son effectif, initialement de 28 agents, était de 400 agents en 1966. Un décret n°98-423 du 29 mai 1998 en a fait, l'espace d'une dizaine d'années, un établissement public à caractère scientifique et technologique placé sous la tutelle conjointe du Ministère de l'Écologie, de l'Énergie, du Développement durable et de la Mer et du Ministère chargé de la Recherche.
Au 1er janvier 2011, l'Institut national de recherche sur les transports et leur sécurité et le LCPC ont fusionné pour donner naissance à l'Institut français des sciences et technologies des transports, de l'aménagement et des réseaux (IFSTTAR).

## Missions
À partir de 1998, le LCPC s'est concentré sur les cinq thèmes de recherche que sont la sécurité routière, l'environnement, les risques naturels et le développement durable et enfin les infrastructures. Ses activités sont notamment centrées sur le génie civil en général et plus particulièrement sur les infrastructures de transport et les ouvrages d'art.
Les missions du LCPC se définissent ainsi :
- Conduire des recherches et des études méthodologiques dans le domaine des infrastructures et de leur usage, de la géotechnique, des ouvrages d'art, du génie civil, du génie urbain et de leurs conséquences sur l'environnement
- Valoriser la recherche par des actions de développement de logiciels ou de matériels d'essai et de mesure
- Mener tous travaux d'expertise et de conseil
- Orienter, programmer, évaluer, dans ses domaines de compétences, la recherche-développement des centres d'études techniques de l’Équipement (CETE) et animer le comité inter-laboratoires régionaux des Ponts et Chaussées (LRPC)
- Assurer la coordination avec la recherche européenne et internationale, participer à la promotion des techniques françaises à l'étranger et au soutien à l'innovation
- Mettre en œuvre une politique d'information scientifique et technique et assurer la diffusion des connaissances acquies, la réglementaion et la normalisation.

Il est à la tête du réseau scientifique et technique de l'équipement, constitué par les huit centres d'études techniques - CETE, installés dans les grandes régions françaises, avec leur 17 laboratoires régionaux et leurs quatre centres spécialisés qui tissent la toile nationale du réseau scientifique et technique de l'équipement et favorisent la recherche articulée au terrain.
Le LCPC entretient des partenariats avec d'autres organismes de recherche avec lesquels il a créé des unités mixtes de recherche, comme le CNRS, l'École nationale des ponts et chaussées (dont il est issu) et l'INRETS, mais aussi avec les grandes écoles, les universités, les entreprises et les collectivités locales. Membre actif du Forum des laboratoires européens de recherche routière (FEHRL), il prend part aux programmes de recherche et de développement de l'Union européenne et entretient des collaborations dans de nombreux pays étrangers.
Doté d'un budget d'une cinquantaine de millions d'euros, il emploie un effectif d'environ 550 agents, chercheurs, ingénieurs et personnels administratifs, répartis sur le site de Paris et de ses annexes de Marne-la-Vallée et de Satory (Yvelines) et sur le site de Bouguenais dans la banlieue nantaise.

## Organisation
Le personnel permanent du LCPC se répartit[Quand ?] comme suit :
- 35 directeurs de recherche
- 77 chargés de recherche
- 86 ingénieurs des ponts des eaux et des forêts  ou des travaux publics de l’État
- 31 autres agents de catégorie A
- 173 techniciens et administratifs de catégorie B
- 147 techniciens et administratifs de catégorie C

### Directeur général[3]
- 1949-1952 : René Mabilleau
- 1952-1953 : Marcel Boutet

- 1953-1958 : Léon Stahl
- 1958-1965 : Raymond Peltier
- 1965-1973 : André Pasquet
- 1973-1980 : Gilbert Batsch

- 1980-1987 : Jean-Claude Parriaud
- 1987-1997 : Jean-François Coste

À partir de la création de l’Établissement Public en 1998, le LCPC a été placé sous l'autorité d'un Directeur Général, et doté d'un conseil d'administration.
- 1998-2008 : Jacques Roudier, ingénieur général des ponts et chaussées
- 2008-2011 : Hélène Jacquot-Guimbal, ingénieur général des ponts et chaussées